# Constitution des Îles Marshall
Pour un article plus général, voir Politique aux îles Marshall.
Lire en ligne

Consulter

La constitution des Îles Marshall est le texte fondamental de la république des Îles Marshall. Le texte est adopté  en 1979 par référendum avec 63 % de voix pour et entre en application le 1er mai de la même année. Il est rédigé à la fois anglais et marshallais. 
La constitution a connu plusieurs modifications dont la dernière importante est celle de 1995.

## Compléments